# Bajancagán járás (Bajanhongor)
Bajancagán járás (mongol nyelven: Баянцагаан сум) Mongólia Bajanhongor tartományának egyik járása. Területe 5500 km². Népessége kb. 3900 fő.
Székhelye Bajanbulag (Баянбулаг), mely 246 km-re délnyugatra fekszik Bajanhongor tartományi székhelytől.